# Jelena Jelača
Jelena Jelača (Beograd, 1973) srpski je multimedijalni umetnik.

## Biografija
Upisala je 1993. godine Fakultet likovnih umetnosti u Beogradu i diplomirala 1998. godine u klasi profesora Radomira Reljića. Iste godine je upisala postdiplomske studije iz oblasti novih medija pod mentorstvom profesora Dragana Jovanovića. Magistrirala je 2000. godine, kada je postala i član ULUS-a i stupa u status samostalnog umetnika.
Jelena Jelača se izražava kroz različite medije, slikarstvo, crtež, skulpturu i animaciju. Od 2003. godine, vodi svojevrsni slikarski dnevnik - dokumentuje ljude, mesta i događaje koji su na nju ostavili poseban utisak. Ovaj projekat je do sada rezultirao sa dve izložbe Dnevnik kretanja iz 2009. i (Po)Kretati se mora iz 2014.
Za razliku od te dokumentarističke strane, Jelena ima i eskapističku, koju možda najbolje predstavlja izložba Meksiko iz 2003. godine: 29 slika koje su ilustrovale atmosferu zemlje u kojoj nikada nije bila. Na prvi pogled eskapistički deluje i, za sada neizlagani, ciklus Post-apokaliptična melanholija, vizuelno inspirisan koktelima, ali kako se on bavi posledicama zagađenja i uništenja životne sredine – prikazima mutacija i raspadanja, može se reći da je ekološki angažovan. Društveno angažovanu stranu pokazala je u seriji crteža, a zatim i printova, iz 2006/7 Gender Studies gde se kroz intimne portrete bavila problemima rodnog identiteta.
Osim klasičnog slikarskog pristupa oprobala se u multimedijalnim projektima, prvo na magistarskim studijama, gde je temu Metamorfoze autoportreta obradila kroz skulpturu, plakat, instalaciju, animaciju. Mnogo kasnije, vratila se multimediji učešćem u projektu Superheroina (2012), koji je bio predstavljen skulpturom, fotografijom i video radom.
Nakon ciklusa dnevničkih zapisa, napravila je dva izleta u drugačije stilske pristupe. Izložba Paralelna realnost 2017. godine, jednim delom, kroz simboličko-fantastičan pristup, predstavlja odabrane ličnosti iz autorkinog okruženja u maniru reprezentativnog portreta, dok drugi deo preispituje položaj jedinki, žena, beba i prasića, kroz društveno politički kontekst. Tom serijom ona zapravo duboko uranja u sopstvenu intimu i promišljanje o svetu oko sebe i nepravdama koje nas okružuju.
Podstaknuta događanjima na globalnom i lokalnom nivou, serijom odabranih frejmova iz takozvane zlatne ere jugoslovenskog filma („Kino Oko”, 2019), razumevajući da se domaća publika veoma emotivno vezuje za kultne scene i replike, podsetila je na vreme kada smo verovali u ideale, negovali zdrav humor, a lepo vaspitanje se podrazumevalo. Ukratko: na sve one davno zaboravljene vrednosti.
Posle duže pauze, Jelena se vratila svom prepoznatljivom stilu, koji odlikuje ptičja-riblje oko-perspektiva. Ovoga puta u pitanju je monumentalna slika The Truth Is Shaped In The Darkness, koja predstavlja poslednju žurku pred smak sveta. Osim reference na Nojevu barku, postoji i niz drugih referenci. Naime, autorka je odlučila da slikajući, od propasti sačuva određene ljude, životinje, ali i umetnost ovog sveta, sve ono što je vredno spasiti i sačuvati. Ovom slikom Jelena čini sublimaciju gotovo svih tema kojima se bavila u predhodnim umetničkim istraživanjima.

## Izložbe
Na grupnim izložbama izlaže od 1994. godine, a od 1996. godine izlaže samostalno u zemlji i inostranstvu. Zastupa je galerija X Vitamin iz Beograda. Njena dela nalaze se u brojnim kolekcijama u zemlji i inostranstvu.

### Samostalne izložbe (izbor)
- 2023. , galerija X Vitamin, Beograd[2][9]
- 2021. Kino oko, slike, galerija Ogranka SANU u Novom Sadu, Novi Sad
- 2021. Poljubac, crteži, galerija Stepenište, Centar za likovnu umetnost “Šumatovačka”, Beograd
- 2019. Kino oko, slike, Jugoslovenska kinoteka, Beograd[5][7]
- 2018. Paralelna realnost - slike i skulptura, SKC Kragujevac
- 2017. Paralelna realnost - slike i skulptura, Velika galerija Kulturni centar Grad, Beograd[4]
- 2016. Retrovizor: Arhiva kretanja 2003-2014.- slike, Gradska galerija, Požega
- 2016. Retrovizor: Arhiva kretanja 2003-2014.- slike, Likovni salon Kulturnog centra, Novi Sad
- 2014. (Po)Kretati se mora – slike i multimedija, galerija O3one, Beograd[11]
- 2012.  - ulja i akrili na platnu, Associacio Kultural D´Art, Barcelona, Španija
- 2011. Super heroina – multimedijalni projekat, kolaboracija sa Anom Janković i Sanjom Latinović – Charlama Depot, Sarajevo
- 2009. Dnevnik Kretanja –ulja i akrili na platnu, Galerija Doma Omladine Beograda, Beograd[12]
- 2003.  - ulja na platnu, Galerija Zadužbine Ilije M. Kolarca, Beograd
- 2002. Poslednje prikazivanje pred premazivanje - portreti, ulja na platnu, „Royal Jazz Club“ , Beograd
- 2001. Slike i Objekti – Galerija Kulturnog Centra, realizacija nagrade Prvog Rumskog Likovnog Salona, Ruma
- 2000. Metamorfoze - multimedijalni projekat, Magistarska izložba, Galerija Fakulteta Likovnih Umetnosti, Beograd
- 1999. Drugari - portreti, ulja na platnu, Galerija narodnog Univerziteta „Braća Stamenković“, Beograd
- 1996. Jazzy art – crteži, Coolt Jazz Bašta „Plato“ Beograd

### Grupne izložbe (izbor)
- 2024. Voix Unique- galerija Kulturnog  centra Srbije (Centre Culturel de Serbie), Pariz
- 2023. Lepota velikog formata - light box izveden u saradnji sa štamparijom Grafix , Salon Muzeja grada Beograda , Beograd
- 2022. Slika/Sada - izložba slikarske sekcije, Pavoljon Cvijeta Zuzorić, Beograd
- 2021. Pogled u neočekivano - izložba slikarske sekcije, Pavoljon Cvijeta Zuzorić, Beograd
- 2020. Ljubav prema domovini – slike, UK Parobrod, Beograd
- 2019. Trijenale proširenih medija: Rekonekcija - slike i skulptura, Paviljon Cvijeta Zuzorić, Beograd
- 2018. Muški akt- slika, Galerija ULUS, Beograd
- 2010.  - Digitalni printovi crteža, akril i olovka na papiru, poliptih, Prvi Beogradski Queer Likovni Salon, Foaje dvorane kulturnog Centra Beograda, Beograd
- 2009. Dnevnik Kretanja – ulja i akrili na platnu, “GRRR!” –Strip radionica i promocija knjige stripa, galerija „Elektrika“, Dom Kulture, Pančevo
- 2009. Ukratko – slika, akril na platnu, Izloženo u izlogu napuštene Robne Kuće Beograd, u okviru 6. Noći Muzeja,Beograd
- 2007.  - Video projekcija crteža na papiru, Pitchwise-Festival Ženske umetnosti, Sarajevo, Bosna i Hercegovina
- 2004. Bez naziva – akril na platnu, Grupna izložba rezidenata Cite DesArts, Pariz, Francuska
- 2001. Humanitarna akcija Ram za Srećnije Detinjstvo dobrotvorna aukcija za pomoć Domu za nezbrinutu decu u Zvečanskoj ulici, Beogradski Sajam, Beograd

## Animirani filmU ogledalu
Sa animiranim filmom „U ogledalu“ učestvovala na sledećim festivalima:
- 2008. 5. Zagrebački Velesajam Kulture, Studentski Centar, Galerija 10m², Zagreb
- 2001.  - International Festival for Film Video and New Media, Basel 4002, Switzerland
- 2000. ,
- 2000.
- 2000. 3. Jugoslovenski Festival Jeftinog Filma, Subotica
- 2000. , Dom omladine, Belgrade
- 1999. 7. Jugoslovenski Festival Animiranog Filma, Dom Kulture, Čačak
- 1999. 46.Jugoslovenski Festival Dokumentarnog i Kratkometražnog Filma, Dom Omladine, Beograd

## Likovne kolonije i rezidenture
- 2022.  Art Circle, Goriška brda, Slovenija
- 2014. Vidovdanski susreti, Gračanica, Kosovo i Metohija
- 2004. , rezidencijalni boravak, Pariz, Francuska
- 2001. Mišarska likovna kolonija, Šabac, Srbija
- 2001. Borkovačka kolonija, Stoliv, Crna gora

## Nagrade i priznanja
- 2009. Finalistkinja godišnje nagrade “Politike”
- 2003. „Mexico“- ulja na platnu, Galerija Zadužbine Ilije M. Kolarca, Beograd (nagrada za najbolju izložbu u 2003. godini)
- 2001. Prvi Rumski Likovni Salon, Galerija Kulturnog Centra, Ruma (prva nagrada)
- 2000. 3. Jugoslovenski Festival Jeftinog Filma, Subotica (nagrada za najbolji animirani film)
- 1999. Jugoslovenski Festival Animiranog Filma, Dom Kulture, Čačak (nagrada za najbolju animaciju)

## Galerija
- 20/44, akril na platnu, 120x80, 2014.
- Bivši, akril i kolaž na platnu, 70x100, 2014.
- Centrala, akril na platnu, 80x60, 2013.
- Colors Of Mar Bella, akril na platnu, 50x40, 2012.
- In Short, akril na platnu, 120x80, 2008/9.
- Order Of Love, akril na platnu, 100x50, 2010.
- Samo Ljubav u Berghajnu, akril na platnu, 70x50, 2014.
- Venice Trip, akril na platnu, 120x80, 2013.

## Spoljašnje veze
- Zvanična prezentacija Архивирано на веб-сајту  (24. новембар 2015)
- Gayecho/Intervju[мртва веза]
- City magazine/20 pitanja za Jelenu Jelaču